# Kopfing im Innkreis
Kopfing im Innkreis är en ort och kommun i Österrike. Den ligger i distriktet Schärding i förbundslandet Oberösterreich, 200 kilometer väster om huvudstaden Wien.
Kommunen består av 25 orter (Ortschaften) (inom parentes invånarantal 1 januari 2024):

- Au (35)
- Beharding (21)
- Dürnberg (22)
- Engertsberg (90)
- Entholz (99)
- Glatzing (66)
- Grafendorf (40)
- Hub (24)
- Kahlberg (28)
- Kimleinsdorf (29)
- Knechtelsdorf (40)
- Kopfingerdorf (170)
- Kopfing im Innkreis (590)
- Leithen (57)
- Matzelsdorf (55)
- Mitteredt (33)
- Neukirchendorf (70)
- Paulsdorf (61)
- Pratztrum (24)
- Raffelsdorf (58)
- Rasdorf (116)
- Ruholding (109)
- Schnürberg (12)
- Straß (41)
- Wollmannsdorf (80)